# Bay City (Teksas)
Bay City je grad u američkoj saveznoj državi Teksas. Prema popisu stanovništva iz 2010. u njemu je živjelo 17.614 stanovnika.